# El frasco
El frasco és una pel·lícula argentina estrenada en Buenos Aires l'11 de setembre de 2008 dirigida per Alberto Lecchi sobre el guió de Pablo Solarz, Verónica Chen i Peto Menahem.
Tracta d'una història d'amor entre dues persones totalment oposades, un conductor d'autobús que no parla amb ningú i una professora d'un col·legi d'un petit poble de l'Argentina que no vol parlar del seu passat.

## Opinió del director i els protagonistes
El director Alberto Lecchi va assenyalar que "el desafiament de la història és aconseguir fer creïble que una dona com Romina s'enamora d'un tipus tan maldestre com Pérez". Leticia Bredice afirma que és una pel·lícula molt femenina en la qual, al final, "les dones som un gosset falder que es disfressa de lleopard i que al final busquen tenir afecte".

## Sinopsi
El llargmetratge comença amb un home sol, al qual tots coneixen per El Mut, que recull les seves coses per a anar-se a treballar com a conductor d'autobús. En una de les seves parades es troba amb una mestra amiga seva que li demana un favor, portar un paquet a una clínica perquè l'analitzin.
Ell accepta, però en parar a menjar es deixa el paquet en un restaurant i no pot recuperar-lo fins l'endemà passat, el que l'obliga a mentir a la seva amiga i a ficar-se en un divertit escàndol per a aconseguir que no se senti defraudada.
A poc a poc tots dos personatges, sumits en la solitud i el dolor encara que no vulguin reconèixer-lo, es van coneixent i unint més i més fins que es veuen obligats a fer un viatge junts que els descobreix tots els seus secrets i les petites mentides que els uneixen.

## Repartiment
- Darío Grandinetti: Juan Perez
- Leticia Brédice: Romina
- Martín Piroyansky: Luis

## Premis
La pel·lícula es va presentar en la 53a edició de la Setmana Internacional de Cinema de Valladolid, on va ser premiada amb l'Espiga de Plata. Darío Grandinetti va aconseguir també en la mateixa el premi del Públic.
A la XV Mostra de Cinema Llatinoamericà de Catalunya va obtenir el premi de l'audiència i el del millor guió.